# Hans Jonas
Hans Jonas (10. května 1903 Mönchengladbach – 5. února 1993 New York) byl židovský filozof německého původu. Zabýval se gnózí, etickými a náboženskými problémy a filosofickým výkladem života. Proslavil se hlavně jako myslitel lidské odpovědnosti za společnost a svět.

## Život
Jonas se narodil v zámožné rodině, po maturitě v roce 1921 začal studovat filosofii ve Freiburgu u Edmunda Husserla a hlavně u Martina Heideggera, který jej osobně nadchl a trvale ovlivnil. Krátce studoval také v Berlíně filosofii u E. Troeltsche a při studiu judaistiky se seznámil s Leo Straussem. Roku 1923 začal studovat zemědělství, protože chtěl odejít do Izraele, brzy se však vrátil do Freiburgu a s Heideggerem odešel do Marburgu, kde naslouchal také přednáškám teologie u Rudolfa Bultmanna a spřátelil se s Hannah Arendtovou. Po krátkém pobytu v Heidelbergu, v Bonnu a ve Frankfurtu se vrátil do Marburgu a začal pracovat na disertaci o filosofickém významu pozdně antické gnóze. Roku 1930 napsal knihu o problému svobody u Augustina a Pavla z Tarsu.
Brzy po nacistickém převzetí moci roku 1933 emigroval do Londýna a roku 1935 do Izraele, kde se stal členem polovojenské organizace Hagana. Po vypuknutí druhé světové války vstoupil do britské armády a jako protiletecký dělostřelec bojoval v Izraeli a od roku 1944 v Itálii. Po válce zjistil, že jeho matka zahynula v Osvětimi. V letech 1948-1949 bojoval v izraelské armádě, potom však přesídlil do Kanady, kde přednášel na univerzitách v Montrealu a Ottawě a od roku 1954 v New Yorku na New School for Social Research a jako hostující profesor také v Princetonu, v Chicagu a později také v Mnichově. Dostal řadu významných ocenění a čestných doktorátů, například Mírovou cenu německých knihkupců (1987).

## Myšlení
Prvním velkým Jonasovým tématem byl fenomenologický výklad gnóze a pozdně antického dualismu, od něhož přešel k raně křesťanské filosofii svobody. Heideggerovo politické selhání ho velmi poznamenalo a v poválečné době se obrátil k etickým problémům současného lidstva. Proti naivnímu optimismu šedesátých let, jak jej vyjádřil například Ernst Bloch v knize Princip naděje, postavil koncept obecné a ničím nepodmíněné lidské odpovědnosti a v knize Princip odpovědnosti formuloval slavný etický imperativ, inspirovaný Kantem:
| „                                                      | Jednej tak, aby účinky tvého jednání byly slučitelné s pokračováním vpravdě lidského života na Zemi. | “ |
| — H. Jonas, Princip odpovědnosti. Praha 1997, str. 35. | |   |

Princip lidské odpovědnosti Jonas pak aplikoval i na otázky medicíny, biologie a dalších věd. Kladl přitom zvláštní důraz na to, že se nemůže jednat jen o udržení biologických podmínek pro holé přežití, nýbrž o udržení a rozvoj podmínek pro důstojný lidský život ve svobodě a odpovědnosti. V pozdějších letech se vrátil k tématu svobody a ukazoval, jak je lidská svoboda předznačena v celé oblasti živého – například v podobě látkové výměny, v pohybu, smyslovém vnímání, i v duchovní činnost člověka. Dokazoval, že svoboda jedince vyrůstá z jeho organické, živé povahy a je s ní vždy spojena.
V posledních letech se věnoval i náboženským otázkám a v knize Pojem Boha po Osvětimi (1987) formuloval originální teodiceu, ovlivněnou „procesním myšlením“ A. N. Whiteheada: Bůh, který stvořil svět, mu sice zůstává v lásce nakloněn, svěřil však svět plně do lidských rukou. Všechno zlo má tedy čistě lidský původ a je odpovědností člověka.

## Dílo
- Seznam děl v Souborném katalogu ČR, jejichž autorem nebo tématem je Hans Jonas
- Jonas, H., Princip odpovědnosti. Praha: Oikúmené 1997. ISBN 80-86005-06-2
- Jonas, H., Evoluce a svoboda. In: Lidé města 2/2005, ISSN 1212-8112, str. 83-96